# Schmitz (Druck)
Der Schmitz ist ein Fehler in der Druckabwicklung, der sich in Form eines verschmierten Abdruckes und unscharfen Druckbildes äußert.
Neben anderen gibt es die Walzenschmitz und Zylinder- oder Zurichteschmitz. Beim Walzenschmitz rutschen die Farbauftragswalzen auf den Führungsschienen beispielsweise durch Öl oder Fett auf den Walzen oder durch unterschiedliche Durchmesser, sodass die Umfangsgeschwindigkeit der Walze geringer oder höher ist als die der darunter hinweggehenden Form. Ursache des Walzenschmitz ist meist eine zu hohe Abnutzung der Walzen oder Laufringe, sodass sich die Durchmesser unterscheiden. Die Walze wird also am Umfang zwangsweise schneller oder langsamer als der Schmitzring gedreht und schiebt somit über die Form statt auf ihr abzurollen. Dadurch wird die Farbe nicht durch Spaltung, sondern durch Abschmieren übertragen und die Form nicht gleichmäßig eingefärbt. In Extremfällen wird die Farbe regelrecht wieder abgerieben, und die Form bleibt blank.
Bogenschmitz, auch Druckabwicklungsschmitz genannt, kommt zustande, wenn der Aufzug zu stark oder zu schwach ausgeführt wurde. Der Bogen wird dann mit einer Relativgeschwindigkeit ungleich Null über die Form gezogen oder gestaucht (Abwicklungsfehler).
Flugschmitz oder Fallschmitz wird durch ein nicht straffes Aufliegen des Bogens auf dem Gegendruckzylinder oder einem zu welligen Auflagenpapier verursacht.
Zahnstreifenschmitz entsteht durch ausgelaufene Zylinderlager oder falsches Greifen der Zahnradpaarungen des Antriebs.
Schmitz erscheint im Druckbild als Kantenablagerung der Druckfarbe an einer Seite der Buchstaben oder Bilder. Die Lage der Schmierkante ist dabei parallel zur Drehachse von Tiegel oder Zylinder und vorrangig am Walzenanlaufpunkt. Auch treten sichtbare Höhendeformationen im gedruckten Schriftbild auf als Verzerrung in Laufrichtung. 
Schmitz unterscheidet sich vom Schmieren dadurch, dass er nicht auf bogenlose oder unzureichende Druckzurichtung (Kraftzurichtung) zurückzuführen ist und immer an derselben Stelle und auf dem gesamten Druckbild auftritt.
Im Tiefdruck ist Schmitz meist durch unscharfe und mitunter doppelte Konturen erkennbar. Hier tritt der Fehler vor allem durch wellig liegende Papierbogen, schwankende Papierbahnen, nicht gleichmäßig ausgerichtete Presseure und fehlerhafte Abwicklung zwischen Gegendruck- und Druckformzylinder auf.
Schmitz zerstört auf Dauer die Walzen und führt zum vorzeitigen Formverschleiß. Er kann durch genaue Einhaltung der Aufzugshöhen und eine genaue Einstellung der Farbwalzen abgestellt werden.